# Concordata entre a Santa Sé e Portugal de 1940

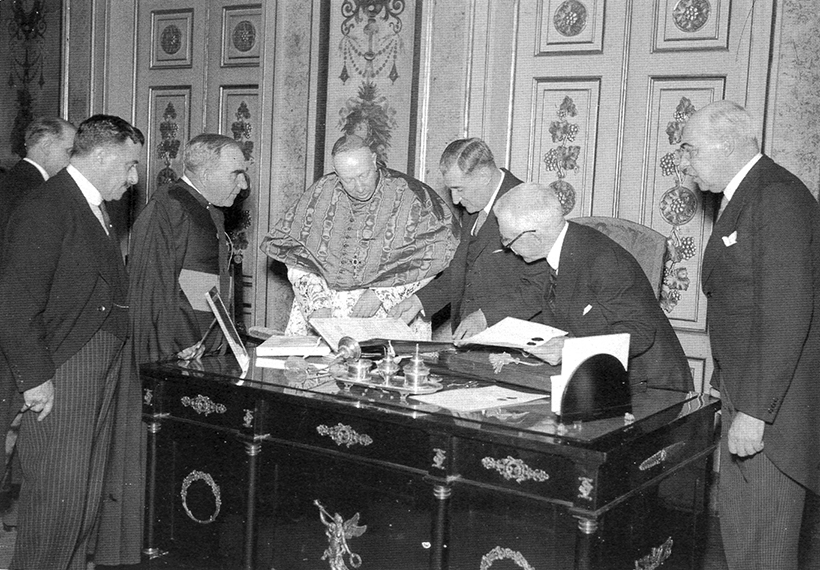
António de Oliveira Salazar, Presidente do Conselho, e o Núncio Apostólico durante a ratificação da Concordata entre Portugal e a Santa Fé a 1 de Junho de 1940.

A Concordata entre a Santa Sé e a República Portuguesa de 1940 foi assinada no dia 7 de Maio de 1940, juntamente com o Acordo Missionário, durante o papado de Pio XII e o governo de António de Oliveira Salazar, tendo sido ratificada pela Assembleia Nacional a 30 de Maio de 1940. Sendo a 5.ª Concordata da História de Portugal, procurou normalizar as relações entre o Estado e a Igreja Católica após o conflito originado pela Lei da Separação do Estado das Igrejas de 1911 e o subsequente corte de relações diplomáticas que vigorou até 1918.
Apesar de ser um documento negociado pessoalmente por Salazar e conotado com o Estado Novo vigorou até 2004 tendo sobrevivido 34 anos em regime autoritário e 30 anos em regime democrático. O texto sobreviveu intacto, tendo apenas sofrido uma alteração em 1975 de molde a acabar com a renúncia legal ao divórcio para os casamentos católicos posteriores à Concordata, o que na prática resultava na indissolubilidade dos casamentos canónicos. Curiosamente este era um ponto onde Salazar tinha aceitado a contragosto a posição da Santa Sé, tendo na altura deixado claro que essa não era no seu juízo a melhor solução. A fórmula alternativa que veio a ser consagrada na revisão deste artigo de 1975 foi justamente a fórmula que Salazar e os seus conselheiros tinham sugerido à Santa Sé em 1937. Salazar pretendeu sempre evitar tudo o que pudesse ser interpretado como uma violação do regime de separação entre Estado e Igreja e conseguiu, através de negociações firmes e de um hábil jogo diplomático, fazer valer as posições do Estado português face às pretensões da Santa Sé.
A Concordata de 1940 foi substituída pela Concordata de 2004, presentemente em vigor. O novo texto de 2004 não difere muito do de 1940 em termos de conteúdo, dado que as matérias abrangidas correspondem, no essencial, às mesmas que tradicionalmente são objecto das relações entre qualquer Estado e a Santa Sé, surgindo as maiores diferenças em sede de nomenclatura e de técnica legislativa.

## Antecedentes
A Concordata portuguesa de 1940 insere-se num conjunto de concordatas firmadas pelo Vaticano na primeira metade do século XX. Entre 1922 e 1939, o Papa Pio XI celebrou concordatas com diversos Estados: Letónia em 1922, Baviera em 1924, Baden em 1932, Prússia em 1929, Polónia em 1925, Lituânia em 1927, Roménia em 1929, Itália em 1929 (Tratado de Latrão), Alemanha de Hitler em 1933, Áustria 1934 e Jugoslávia em 1934.
No caso Português, com a instauração da Primeira República Portuguesa a 5 de Outubro de 1910 o Governo Provisório, presidido por Teófilo Braga e com Afonso Costa como Ministro da Justiça e dos Cultos, procura de imediato reduzir a influência da Igreja Católica na sociedade portuguesa. Logo a 8 de Outubro, por decreto, foram extintas a Companhia de Jesus e as demais companhias, congregações religiosas, conventos, colégios, associações, missões ou outras casas de religiosos passando os seus bens, móveis e imóveis, para a posse do Estado. No dia 26 de Outubro um novo decreto aboliu os feriados e as festas religiosas.
A 20 de Abril de 1911 foi aprovada a Lei da Separação da Igreja e do Estado. A lei teve como objetivo a instituição de um Estado secular, determinando o fim da religião de Estado e dos privilégios da Igreja Católica, garantindo a liberdade de consciência e a liberdade religiosa, com "todas as confissões religiosas" a serem "igualmente autorizadas", deixando a "religião católica apostólica romana" de ser a religião oficial do Estado e desvinculando a República de qualquer encargo relativamente aos cultos. Contudo a lei incluiu alguns preceitos anticlericais que agravaram o conflito entre o poder político e a hierarquia católica tais como: a proibição do culto público sem autorização prévia do Estado; a nacionalização de todos os bens da Igreja, inclusive templos; a proibição de hábitos ou vestes talares fora dos templos; o direito de propriedade foi negado à Igreja Católica; à Igreja Católica e às suas instituições não era conferida personalidade jurídica e, portanto, não tinham existência civil. Passado um mês, a de 24 de Maio de 1911, o Papa Pio X, assinou a encíclica Iamdudum in Lusitania, considerando-a "uma péssima e perniciosíssima lei da separação do Estado e da Igreja". Passado pouco tempo dá-se o corte de relações diplomáticas entre Portugal e a Santa Sé que entrou em vigor a 1 de julho. A 10 de Julho de 1912 é extinta a Legação no Vaticano, só restabelecida em 1918 com Sidónio Pais.
Com a subida ao poder de Sidónio Pais, com o golpe de Dezembro de 1917, este último procurou a chamada acalmação da questão religiosa e as medidas mais gravosas foram eliminadas unilateralmente através do Decreto n.º 3856 de 22 Fevereiro de 1918, que terá sido redigido por Brito Camacho, e que foi publicado no período em que era ministro da Justiça Alberto de Moura Pinto. A 9 de julho de 1918 são restabelecidas as relações diplomáticas mas pelo envio de um ministro para o Vaticano, em lugar de um embaixador, como tinha sido hábito antes de 1910.
Mas, ainda assim, as relações entre Portugal e a Santa Sé ainda não tinham sido definidas por acordo mútuo e global, suscitando-se ainda questões relacionadas com a lei da separação de 1911 e de algumas medidas anticlericais. Por outro lado a questão religiosa estava longe de ter sido pacificada, já que a 20 de junho de 1924, o Ministro da Justiça, José Domingues dos Santos, apresentou uma proposta na Câmara dos Deputados para anular o Decreto n.º 3856 de 1918 e volver ao figurino da Lei de 1911.
Quando Salazar iniciou funções governativas na qualidade de Ministro das Finanças começou por deixar claro aos seus correligionários da militância católica que não poderiam esperar nada dele no que respeitava à mudança do statu quo político-religioso vigente, tendo proferido as muito conhecidas declarações ao Novidades, publicadas a 27 de Abril de 1928:
“Diga aos católicos que o meu sacrifício (entrada no Governo) me dá o direito de esperar deles que sejam de entre todos os portugueses os primeiros a fazer os sacrifícios que eu lhes peço,e os últimos a pedir os favores que eu lhes não posso fazer.”— António de Oliveira Salazar, Novidades,27.4.1928.
A questão religiosa voltou a agitar a vida política Portuguesa quando em Junho de 1929 Mário de Figueiredo, Ministro da Justiça e dos Cultos, publicou a célebre Portaria n.º 6259 que permitia manifestações públicas do culto católico, com procissões e toques de sinos (a realização de procissões religiosas e o toque de sinos nas igrejas tinham sido limitados pela república em 1911). O ministro da guerra Júlio Morais Sarmento comandou protestos anticlericais e a portaria foi anulada em Conselho de Ministros. Indignado, Figueiredo comunica a Salazar a sua intenção de se demitir e Salazar diz-lhe que embora não concorde com ele, caso Figueiredo se demita, então ele, Salazar, solidariamente, também apresentará a sua demissão. Figueiredo demitiu-se e no dia 3 de Julho e Salazar entregou de imediato o seu pedido de Exoneração a Carmona no qual alegou que enquanto Ministro das Finanças nunca procurara «melhorar a situação legal dos católicos», mas que por outro lado não poderia aceitar ver direitos já concedidos aos católicos por leis ou governos serem retirados violando assim um compromisso com ele tomado a quando da sua entrada para o ministério». No dia seguinte Carmona visitou Salazar, que se encontrava hospitalizado, e tentou demovê-lo da sua intenção de se demitir. O episódio terminou com um novo governo, presidido por Ivens Ferraz, com Salazar a continuar na pasta das finanças.

## Negociação e assinatura
O início das negociações remontam a 1926 quando após o Golpe de Estado de 28 de Maio a Santa Sé declarou ter deixado de reconhecer o Padroado português como consequênica da declaração da República, dado que os poderes delegados pelo Papa, por via do Padroado, tinham-no sido no Rei de Portugal. Após negociações duras foi firmado o Acordo de 1928 (Pio XI) eliminando a diocese de Damão (o seu território passou para as arquidioceses de Goa — território português — e Bombaim — restante território — orientada por arcebispo alternadamente português e inglês) e atribuindo à Santa Sé a escolha definitiva dos responsáveis pelas Sés de Bombaim, Mangalor Quilon e Trichinópolis.
Com a subida de Salazar ao poder e após a implantação do Estado Novo em 1933 o Núncio Apostólico, Mons. Beda Cardinale abordou Salazar no sentido de ser negociada uma concordata, mas Salazar ocupado com a consolidação do regime usando de expedientes vários foi conseguindo adiar a questão religiosa.
Em 1933 foi aprovada por plebescito uma nova constituição que manteve a separação entre Estado e Igreja. Adolfo Tondini, encarregado de negócios da Santa Sé em Lisboa, escreve em relatório criticando a «organização laica do Estado numa nação prevalentemente católica». Adolfo Tondini critica ainda a Constituição porque proclamou que «o ensino ministrado pelo Estado é independente de qualquer culto religioso». Contudo após uma revisão constitucional em 1935, o ensino público ficou submetido aos «princípios da doutrina e moral cristãs, tradicionais do País» e no ano seguinte, a Lei de Bases do Ensino estabeleceu que «em todas as escolas públicas do ensino primário infantil e elementar existirá, por detrás e acima da cadeira do professor, um crucifixo, como símbolo da educação cristã determinada pela Constituição».
É em 1937 que as negociações têm início com um trabalho preparatório solitário de Salazar, entre 14 e 19 de Março de 1937, seguido de uma série de reuniões em Abril do mesmo ano com um grupo restrito de conselheiros — Mário de Figueiredo, Luís Teixeira de Sampaio, Manuel Rodrigues Júnior e Domingos Fezas Vital.
Ao longo das negociações Salazar pretendeu sempre evitar tudo o que pudesse ser interpretado como uma violação do regime de separação entre Estado e Igreja. Por outro lado Salazar insistiu na prerrogativa do Estado em poder fiscalizar os aspectos essenciais da vida da igreja Católica, nomeadamente os programas das disciplinas não religiosas quer nos colégios religiosos quer nos seminários, e comentava:
"continuo a não perceber que espécie de infalibilidade pode arrogar-se a Santa Sé nas matemáticas, ou na história e na geografia, e como seria afrontoso ou perigoso para o ensino dos Seminários a comunicação dos livros adoptados ao Governo."
Adicionalmente Salazar era contrário a que a Igreja viesse a dispor de uma Universidade Católica sendo favorável a manter a exclusividade do Estado na formação e controlo de elites.
Outro ponto em que Salazar se mostrou intransigente face às solicitações da Santa Sé foi o da criação de um corpo permanente de capelães militares. Embora Salazar reconhecesse ser algo habitual na Europa de então, colocava no entanto reticências de carácter político em nome da prudência e marcando a sua intrasigência na necessidade de separação entre Igreja e Estado. Preocupava-o ainda a possibilidade de que ideias pacifistas viessem a comprometer a moral combativa das tropas.
Salazar também foi intransigente no ponto de que a Igreja Católica não pudesse constituir de nenhuma forma e em nenhum momento presente ou futuro, o embrião de um partido político ou de um sindicado independente que pudesse pôr em causa a estrutura monopolística que ele mesmo tinha erguido para poder controlar o estado.
Outro ponto onde Salazar foi inflexível foi o da questão dos bens da Igreja que tinha sido nacionalizados em 1911. Salazar foi firme na recusa de que esses bens viessem a ser devolvidos à Igreja ou que fosse paga qualquer indemnização pela sua expoliação.
Este processo culminou com a assinatura de uma Concordata entre Portugal e a Santa Sé, no dia 7 de Maio de 1940, que viria oficializar as relações entre as duas partes.
Este tratado bilateral atribui um conjunto significativo de privilégios e benefícios para a Igreja Católica, a religião tradicional de Portugal.
Embora a Constituição portuguesa de 1933 consagrasse o princípio da liberdade de culto e de religião, era amplamente reconhecido pelos apoiantes do regime nacionalista de Salazar que a Igreja Católica era a religião tradicional da Nação portuguesa, por isso só ela tinha o direito de ensinar nas escolas públicas, a isenções fiscais e a definir o seu próprio sistema de organização.

## Revisão
Esta concordata sobreviveu até 2004 tendo apenas sofrido uma única revisão em 1975, quando foi instituído o direito ao divórcio para os que tivessem celebrado casamento católico. Salazar tinha sido contrário à introdução deste impedimento, porque considerava que não estava de acordo com vivencia religiosa do povo português e pretendia evitar eventuais motivos de futuras denuncias do acordo. Tendo na altura defendido que:
“por efeito de rotina, a meia burguesia e a meia culta ou se desinteressaram do problema religioso ou professam um catolicismo frouxo, que não tem dúvida em abjurar se nisso encontrarem qualquer vantagem, e a alta burguesia com os intelectuais estão muito divididos no capítulo da concepção de vida”
Salazar tinha aceitado a contragosto a posição da Santa Sé, de indissolubilidade civil do casamento canónico tendo deixado claro que essa não era no seu juízo a melhor solução, tendo feito notar que o catolicismo em Portugal embora entranhado era também muitas vezes lasso e avisou que era uma questão que iria levantar fortes resistências no futuro. Curiosamente a fórmula alternativa que veio a ser consagrada na revisão deste artigo da Concordata em 1975 foi justamente a fórmula que Salazar e os seus conselheiros tinham sugerido à Santa Sé em 1937. O historiador Bruno Reis faz notar que o futuro veio a dar razão a Salazar, e afirma que o fundador de um regime que perdurou só podia conhecer bem a sociedade em que se movia.

## Substituição
Em 27 de Outubro de 1992, a Aliança Evangélica Portuguesa entregou na Assembleia da República uma petição colectiva, pedindo a adopção pela Assembleia de legislação ordinária que terminasse com o que entendia ser uma discriminação fiscal entre a Igreja Católica e a confissão cristã-evangélica. Este evento deu início à discussão de uma nova lei de liberdade religiosa, mas a discussão deparou-se com o facto de juridicamente em Portugal, de acordo com direito constitucional os tratados internacionais estarem acima das leis ordinárias, embora abaixo da Constituição. Ou seja, nos termos da constituição portuguesa não ser possível forçar a aplicação à Igreja Católica de uma nova Lei de Liberdade Religiosa, uma vez que a Concordata, como tratado de direito internacional, teria que ser respeitado.
A questão deu início a um intenso debate tendo finalmente sido promulgada a Lei de Liberdade Religiosa a de 6 de Junho de 2001 pelo Presidente Jorge Sampaio. A fórmula encontrada foi através artigo 58.º, que excluía a lgreja Católica da aplicabilidade da lei. Considerou o Presidente não haver inconstitucionalidade só pelo facto de os dois regimes assumirem formas jurídicas diferentes, um por meio de uma lei geral da República e outro por meio de um tratado internacional, pois, segundo o Presidente, a diferença de forma não altera o conteúdo dos regimes jurídicos respectivos. De facto a nova lei atribuiu às religiões abrangidas os mesmos benefícios anteriormente reservados à Igreja Católica: estatuto de isenção total de impostos, reconhecimento do casamento e outros ritos, visitas dos capelães às prisões e hospitais e respeito pelos feriados tradicionais. Permite a cada religião negociar, ao estilo da Concordata, o seu próprio acordo com o Governo, apesar de não assegurar a aceitação de qualquer acordo desse tipo.
O novo texto de 2004 não difere muito do de 1940 em termos de conteúdo, desde logo porque as matérias abrangidas correspondem, no essencial, às mesmas que tradicionalmente são objecto das relações entre qualquer Estado e a Santa Sé, surgindo as maiores diferenças em sede de nomenclatura e de técnica legislativa. O novo texto foi aprovado a 18 de Maio de 2004, no Vaticano, com a assinatura do Primeiro-Ministro português por Portugal, e pelo Secretário de Estado pela Santa Sé, aprovada pela Resolução da Assembleia da República n.º 74/2004, de 30 de Setembro. O novo texto começa por reconhecer no seu preâmbulo que a Concordata de 7 de Maio de 1940, celebrada entre a República Portuguesa e a Santa Sé, e a sua aplicação contribuíram de maneira relevante para reforçar os seus laços históricos e para consolidar a actividade da Igreja Católica em Portugal em beneficio dos seus fiéis e da comunidade portuguesa em geral.